# Jan Henryk Dąbrowski
Jan Henryk Dąbrowski (Pierzchów, 2 agosto 1755 – Winna Góra, 6 giugno 1818) è stato un generale polacco che combatté per la Francia sotto Napoleone Bonaparte.

## Biografia
Quando fu promulgata la costituzione polacca del 3 maggio 1791 si arruolò nell'esercito polacco e combatté contro i Prussiani agli ordini di Tadeusz Kościuszko.
Dopo la terza spartizione della Polonia (1795) si recò in Francia convinto che collaborare alla Rivoluzione Francese potesse indebolire Prussia e Austria e, quindi, favorire la liberazione della propria patria. A questo scopo organizzò una legione polacca e partecipò alla campagna d'Italia (1796-1797) di Napoleone. Questa legione si distinse particolarmente nella battaglia di Novi dove Jan Henryk Dąbrowski si guadagnò il grado di generale, nel 1797.
Napoleone utilizzò spesso la Legione Polacca di Dąbrowski per riportare all'obbedienza dei francesi le città ed i paesi che si ribellavano.
Durante una di queste operazioni militari, volta a riportare all'obbedienza la città di Arezzo, il 14 maggio 1799 Dąbrowski e la sua legione furono duramente impegnati in quella che è passata alla storia come battaglia di Rigutino.
Dąbrowski combatté poi durante la campagna di Russia.
Dopo la caduta di Napoleone, nel 1814, ritornò in Polonia dove riorganizzò l'esercito polacco per conto dello zar Alessandro I.
L'attuale inno nazionale polacco, la Marcia di Dąbrowski, era il canto della legione polacca durante la campagna d'Italia, che rendeva omaggio al proprio comandante.